# Constante de De Bruijn-Newman
La constante de De Bruijn-Newman, notée Λ, est une constante mathématique définie par les zéros d'une certaine fonction H(λ,z), où λ est un paramètre réel et z est une variable complexe : H(λ,z) n'a que des zéros réels si et seulement si λ ≥ Λ.
Depuis 2018, il est démontré que 0 ≤ Λ ≤ 0,2.
La constante est intimement reliée à l'hypothèse de Riemann sur les zéros de la fonction zêta de Riemann. En bref, l'hypothèse de Riemann est équivalente à la conjecture suivante : Λ ≤ 0. Si l'hypothèse de Riemann est vraie, alors Λ = 0.

## Expressions analytiques particulières deH
La fonction H(λ,z) est par définition la transformée de Fourier de exp(λx2)Φ(x) :
où {\displaystyle \Phi } est la fonction à décroissance rapide définie par
- H(0,x) = ξ(1/2+ix), où ξ désigne la fonction xi de Riemann

- H a la représentation de Wiener-Hopf : 
  - pour λ ≥ 0, {\displaystyle \xi (1/2+{\rm {i}}z)=A{\frac {\sqrt {\pi }}{\lambda }}\int _{-\infty }^{\infty }{\rm {e}}^{-(x-z)^{2}/(4\lambda )}H(\lambda ,x){\rm {d}}x}
  - pour λ < 0,

où A et B sont des constantes réelles.

## Recherche et approximation de Λ

### Majorant
| Date        | Publication  | Majorant de Λ | Auteur(s)              | Réf.  |
| ----------- | ------------ | ------------- | ---------------------- | ----- |
| juill. 1948 | sept. 1950   | Λ ≤ 1/2       | de Bruijn              | [ 1 ] |
| déc. 2008   | avr. 2009    | Λ < 1/2       | Ki, Kim et Lee         | [ 2 ] |
| avr. 2019   | août 2019    | Λ ≤ 0,22      | 15e projet Polymath    | [ 3 ] |
| avr. 2020   | janvier 2021 | Λ ≤ 0,2       | Platt et Trudgian (en) | [ 4 ] |

### Minorant
Charles M. Newman (en) a conjecturé en 1976 que Λ ≥ 0.
D'imposants calculs sur Λ ont été faits depuis 1987 et sont encore menés à l'heure actuelle :
| Date       | Publication | Minorant de Λ         | Auteur(s)                    | Réf.   |
| ---------- | ----------- | --------------------- | ---------------------------- | ------ |
| juin 1987  | juin 1988   | Λ > –50               | Csordas, Norfolk et Varga    | [ 6 ]  |
| août 1989  | janv. 1991  | Λ > –5                | te Riele                     | [ 7 ]  |
| mars 1990  | 1992        | Λ > –0,385            | Norfolk, Ruttan et Varga     | [ 8 ]  |
| mai 1991   | juin 1991   | Λ > −0,0991           | Csordas, Ruttan et Varga     | [ 9 ]  |
| nov. 1992  | mars 1994   | Λ > −4,379 × 10−6     | Csordas, Smith et Varga      | [ 10 ] |
| nov. 1993  | déc. 1993   | Λ > −5,895 × 10−9     | Odlyzko, Smith et Varga      | [ 11 ] |
| fév. 2000  | sept. 2000  | Λ > −2,7 × 10−9       | Odlyzko                      | [ 12 ] |
| mai 2009   | mars 2011   | Λ > −1,145 41 × 10−11 | Saouter, Gourdon et Demichel | [ 13 ] |
| janv. 2018 | avr. 2020   | Λ ≥ 0                 | Rodgers et Tao               | ,      |

La démonstration en 2018 que Λ ≥ 0 confirme donc la conjecture de Newman.